# Rei Sakuma
Sakuma Rei nasceu em Tókio no dia 5 de janeiro de 1965, é uma famosa dubladora e cantora japonesa que trabalhou em diversas séries de anime, OVAs, filmes e jogos. Que é empregada pela 81 produce.

## Melhores trabalhos
| Personagem           | Título                                                              |
| -------------------- | ------------------------------------------------------------------- |
| Akabon               | Bomberman B-Daman Bakugaiden e Bomberman B-Daman Bakugaiden Victory |
| Kazumi Amano         | Gunbuster                                                           |
| Batako               | Anpanman                                                            |
| The Light            | Clow Cards (Sakura Card Captors)                                    |
| Shampoo              | Ranma ½                                                             |
| Misa                 | Mermaid Forest                                                      |
| Fianna               | Lodoss de Senki                                                     |
| Arshes Nei           | Bastard!!                                                           |
| Peorth               | Oh My Goddess! filme                                                |
| Mizuha sobressaem    | Magic User's Club                                                   |
| Morrigan Aensland    | Darkstalkers                                                        |
| Neeya                | Infinite Ryvius                                                     |
| Zia                  | The Mysterious Cities of Gold (1998 re-dub japonês)                 |
| Funaho               | Tenchi Muyo!                                                        |
| Mafura-Chan          | Tottoko Hamutaro (Hamtaro)                                          |
| Jiji                 | Majo no Takkyūbin                                                   |
| Aika Sumeragi        | Agent Aika                                                          |
| Mariemaia Kushrenada | Mobile Suit Gundam Wing                                             |
| Rumiko Daidoji       | Miracle Girls                                                       |
| Konoha Edajima       | Onegai Teacher                                                      |
| Leona Ozaki          | Dominion Tank Police                                                |
| Nina Purpleton       | Mobile Suit Gundam 0083: Stardust Memory                            |
| Abril                | Sol Bianca                                                          |
| Momo Karuizawa       | Projeto Justiça                                                     |
| Ayaka Rindo          | Seraphim Call                                                       |
| My Melody            | Onegai My Melody                                                    |
| Kei Yuki             | Captain Harlock                                                     |
| Blair                | Earthian                                                            |
| Kenny                | Onegai My Melody                                                    |
| Kris Mu              | Teenage Mutant Ninja Turtles: Legend of the Supermutants            |
| Rebecca              | Galaxy Angel                                                        |